# 닐스 닐센
닐스 헤르베르트 크로만 닐센(덴마크어: Nils Herbert Kromann Nielsen, 1971년 11월 3일 ~ )은 덴마크의 축구 지도자로 현재 일본 여자 축구 국가대표팀 사령탑으로 재직 중이며 선수로 활동한 경력은 전무하다.

## 클럽 경력
그린란드에서 덴마크의 작가, 해양 역사가인 에리크 크로만(Erik Kromann)의 아들로 태어났다. 아버지와 함께 덴마크 본토에 위치한 에뢰섬의 마르스탈(Marstal) 마을로 이주했고 코펜하겐 대학교에서 스포츠 과학을 전공했다.

## 감독 경력
덴마크의 축구 클럽인 FC 코펜하겐, 올보르 BK, 오덴세 BK, 아카데미스크 BK, 브뢴뷔 IF에서 감독을 맡았다. 2013년부터 2017년까지 덴마크 여자 축구 국가대표팀 감독을 맡았고 네덜란드에서 개최된 UEFA 여자 유로 2017에서 덴마크의 준우승을 견인했다. 2018년에는 중국 여자 U-20 축구 국가대표팀의 코치를 역임했고 같은 해에 스위스 여자 축구 국가대표팀 감독으로 임명되었다.
2024년 12월 일본 여자 국가대표팀 감독으로 선임되었다.